# Qu'est-ce qu'on a tous fait au Bon Dieu ?
Série
Qu'est-ce qu'on a encore fait au Bon Dieu ?
(2019)
Pour plus de détails, voir Fiche technique et Distribution.
Qu'est-ce qu'on a tous fait au Bon Dieu ? est une comédie française réalisée par Philippe de Chauveron, sortie en 2021. Il s'agit du troisième film d'une série débutée avec Qu'est-ce qu'on a fait au Bon Dieu ? (2014) et qui s'est poursuivie avec Qu'est-ce qu'on a encore fait au Bon Dieu ? (2019).
Claude et Marie Verneuil vont bientôt fêter leurs quarante années de mariage. Pour l'occasion, leurs quatre filles — Isabelle, Odile, Ségolène et Laure — organisent une grande fête surprise dans leur maison familiale de Chinon. Elles invitent les parents de leurs maris respectifs — Rachid Benassem, David Benichou, Chao Ling et Charles Koffi.

## Synopsis
Claude regrette d'avoir réussi à convaincre ses gendres de rester à Chinon. Il tente de les éviter quand il se promène en ville. Ceux-ci sont omniprésents et l'invitent à la moindre occasion. Claude est contrarié d'apprendre qu'André et Madeleine Koffi vont venir chez lui, sans dire combien de temps. Arrivés, ceux-ci révèlent qu'André souffre de rhumatismes et ne veut pas rentrer en Côte d'Ivoire avant la fin de la saison des pluies.
Claude apprend que Charles va jouer le rôle de Jésus et que le mariage de Ségolène et Chao bat de l'aile. Ségolène fait le vernissage de son exposition de peintures. Elles représentent des carcasses sanguinolentes suspendues à des crocs de boucher. Helmut Schäfer, riche collectionneur d'art allemand, admiratif, ne sachant quel tableau acheter reviendra pour faire son choix. Claude voit sa chance de rapprocher Ségolène d'Helmut, qu'il considère comme le gendre parfait.
Une querelle de voisinage oppose David et Rachid. Des pommes du pommier de David, en bordure de clôture, écrasent les plantes aromatiques de Rachid.
Le couple Verneuil va fêter ses quarante années de mariage. Claude prévoit un simple dîner à deux pour cette journée spéciale. Leurs filles planifient secrètement de renouveler le mariage, en présence des parents de leurs maris, sans enthousiasme de ces derniers car leurs parents ont des problèmes personnels. Ainsi, les parents de David se disputent à cause d'une histoire de pain, le père de Chao en veut aux Verneuil de les avoir confondus à tort avec des inconnus durant leur dernière visite et sa mère souffre d'une addiction aux vins français. Le père de Rachid est un mordu du Rock 'n' roll qui se plaint d’avoir renoncé à sa carrière pour travailler comme conducteur de métro pendant 30 ans, pour pouvoir assumer son rôle de père.
Avec l'insistance des filles, les beaux-parents sont invités, ce qui déplaît particulièrement à Claude. Il doit de nouveau accueillir sous son toit des inconnus parfois indélicats et grossiers. Il doit également leur montrer le château de Chambord en tant que guide touristique. L'excursion est marquée par des querelles entre les parents, lesquelles se poursuivent durant la pièce de théâtre de Charles. Juste après la représentation, Xhu, la mère de Chao s'éclipse pour aller boire dans un bar. Les femmes et les hommes se séparent pour la rechercher. Les femmes la retrouvent et se joignent à elle en passant du bon temps.
Les deux groupes célèbrent ensuite séparément l'enterrement de vie de garçon, et l'enterrement de vie de jeune fille, dans deux bars distincts. La soirée trop agitée se termine pour tous au commissariat de police, où Claude et Marie se réconcilient.
Le lendemain, Claude et Marie effectuent un vol en ballon, cadeau de leurs filles, au-dessus de la vallée de la Loire avant de renouveler leurs vœux de mariage. Lors de la cérémonie, Helmut renouvelle sa déclaration d'amour à Marie devant l'assemblée et lui demande de le suivre. Ils ont déjà flirté à plusieurs reprises ces derniers jours. Marie décline l'offre et garde Claude. Helmut est expulsé de la cérémonie par les gendres. Les parents de David se réconcilient. Ségolène, après s'être entendu dire par Helmut qu'elle n'avait aucun talent artistique, se réconcilie avec Chao.
Le soir, se déroule un concert du groupe dont le père de Rachid est le meneur et le chanteur. Il dédie à son fils la chanson Sang pour sang de Johnny Hallyday en reconnaissant qu'il n'a pas toujours été un bon père pour lui.

## Fiche technique
Sauf indication contraire, les informations mentionnées dans cette section peuvent être confirmées par les bases de données cinématographiques IMDb et Allociné,  présentes dans la section « Liens externes ».
- Titre original : Qu'est-ce qu'on a tous fait au Bon Dieu ?
- Réalisation : Philippe de Chauveron
- Scénario : Philippe de Chauveron et Guy Laurent
- Musique : Matthieu Gonet
- Photographie : Christian Abomnes
- Production : Romain Rojtman
- Sociétés de production : UGC, Orange Studio, Les Films du 24, TF1 Films
- Société de distribution : UGC (France)
- Pays de production :  France
- Budget : 18,88 millions d'euros
- Genre : comédie
- Dates de sortie :
  - France : 21 décembre 2021 (Cherbourg-en-Cotentin)[2],[3] ; 6 avril 2022 (sortie nationale)

## Distribution
Sauf indication contraire, les informations mentionnées dans cette section peuvent être confirmées par les bases de données cinématographiques IMDb et Allociné,  présentes dans la section « Liens externes ».
- Christian Clavier : Claude Verneuil
- Chantal Lauby : Marie Verneuil
- Ary Abittan : David Benichou
- Alice David : Odile Verneuil-Benichou
- Medi Sadoun : Rachid Benassem
- Frédérique Bel : Isabelle Verneuil-Benassem
- Frédéric Chau : Chao Ling
- Émilie Caen : Ségolène Verneuil-Ling
- Noom Diawara : Charles Koffi
- Élodie Fontan : Laure Verneuil-Koffi
- Pascal Nzonzi : André Koffi
- Tatiana Rojo : Viviane Koffi
- Salimata Kamate : Madeleine Koffi
- Daniel Russo : Isaac Benichou, le père de David
- Nanou Garcia : Sarah Benichou, la mère de David
- Abbes Zahmani : Mohamed Benassem, le père de Rachid
- Farida Ouchani : Moktaria Benassem, la mère de Rachid
- Bing Yin : Dong Ling, le père de Chao
- Li Heling : Xhu Ling, la mère de Chao
- Loïc Legendre : le curé
- Frédéric Merlo : le majordome
- Jochen Hägele : Helmut Schäffer
- Marie-Hélène Lentini : Guylaine Monfau, la metteuse en scène au théâtre de Saumur
- Arnaud Henriet : Erwan
- Jean-Luc Porraz : le lieutenant-colonel Jean-Raymond Girard

## Production
Initialement prévu pour fin 2020, le film est finalement repoussé d'un an en raison de la pandémie de Covid-19 ; le tournage débute le 30 mars 2021. Julia Piaton, qui incarnait Odile, la seconde fille des Verneuil dans les deux premiers films, n'a pas pu rejoindre le tournage pour des raisons de planning et a été remplacée dans le rôle par Alice David.
Le vendredi 23 avril 2021, lors d'un repérage à Châtellerault dans la Vienne, quatre techniciens du film sont victimes d'un accident de la route près de Pouant : trois sont tués, le quatrième est hospitalisé dans un état critique ; le tournage est en conséquence interrompu,,,,. À la suite de l'accident, le tournage reprend le 29 avril 2021, information confirmée par l'actrice Élodie Fontan, qui publie sur son compte Instagram une photo du clap de tournage de la même date : la journée est dédiée à « Milo, Morvan, Hervé » et « bats-toi Tim », en l'honneur des disparus et du survivant en soin. Le film leur est dédié.

## Accueil

### Critique
Le film n'est pas du tout au goût de la Libre Belgique ; la « recette est éculée », pire, le film est jugé hypocrite en « dénonçant le racisme tout en convoquant ses pires clichés ». En Suisse, le Cinéman se montre plus généreux envers la comédie de Philippe de Chauveron, en lui donnant la note de 2,5/5. Pour le Cinéman, « ne se voulant ni acerbe, ni cynique, le film, (...) navigue sûrement, mais prudemment (...) ». Sur les gags et le côté comique, la critique rajoute qu'à « force de ne vouloir froisser personne, certains des gags tombent à plat ; d'autres, faciles, mais bien placés, permettent de rire sans trop réfléchir ».
La presse française est très mitigée à l'égard du film. Pour Femme actuelle : « Dans la droite ligne des premiers volets, un divertissement à prendre comme il convient : en toute légèreté ». Pour Le Parisien, « Plus efficace que les deux premiers « Bon Dieu », ce troisième opus pourrait convertir les plus sceptiques ». Pour Le Point, la « Morale de l'histoire : on peut rire de tout ... A condition d'avoir le ton juste ». Le Figaro remarque que seul le personnage de Koffi, chez les beaux-parents, semble faire le poids face au couple Verneuil. La Croix estime que ce « troisième volet reprend les recettes, souvent douteuses, qui ont fait le succès des deux premières comédies en France et à l'étranger ». Paris Match parle sobrement d'un « volet poussif », quand Les Inrockuptibles estime qu'il s'agit là d'une « comédie ringarde au carré, qui n'a plus peur de rien parce que tout est bon à prendre ».
Sur le site Allociné, la critique de presse lui donne une moyenne de 2,4/5 pour un ensemble de 13 titres. Au Québec, le site Cinoche affiche une moyenne de 2,5/5 pour 9 médias, en sachant que l'essentiel des titres sont identiques à ceux utilisés par le site Allociné.

### Box-office
Le jour de sa sortie en France, le film se place en tête des nouveautés en réalisant 173 251 entrées, dont 74 530 en avant-première, pour 923 copies. Le film réalise moins d'entrées que ces deux précédents volets, respectivement 362 209 et 200 723 entrées. Sur le podium, il précède Les Bad Guys (62 087) et En même temps (16 346). Cette position de leader du box-office est confirmée au bout de sa première semaine d'exploitation en engendrant 874 683 entrées. Les deux précédents volets avaient réalisés respectivement 1,68 million et 2,15 millions d'entrées pour leur première semaine d'exploitation. La semaine suivante, le film dépasse la barre symbolique du million de tickets avec ses 461 311 entrées supplémentaires, pour une 2e place au box-office derrière Les secrets de Dumbledore (1 132 062) et devant Sonic 2, le film (297 105). La semaine suivante, le film réalise un score similaire (427 273) atteignant les 1 763 027 entrées ; le podium reste inchangé.
Au Québec, pour sa première semaine d'exploitation, le film engrange 84 637 dollars et se place en 6e position du box-office. Au bout d'un mois, le film chute la dernière 10e place du box-office. Le long-métrage cumule alors 355 153 dollars pour son exploitation dans la province.
| Pays ou région | Box-office                       | Date d'arrêt du box-office | Nombre de semaines |
| -------------- | -------------------------------- | -------------------------- | ------------------ |
| France         | 2 453 585 entrées (17 589 685 $) | 19 juillet 2022            | 15                 |
| Total mondial  | 4 247 924 entrées (18 018 465 $) | 19 juillet 2022            | 15                 |